# Матюшин Валерій Павлович
Матю́шин Вале́рій Па́влович — сержант Збройних сил України.

## Нагороди
За особисту мужність і героїзм, виявлені у захисті державного суверенітету та територіальної цілісності України, вірність військовій присязі під час російсько-української війни, відзначений — солдат Валерій Матюшин нагороджений
- 27 червня 2015 року — орденом «За мужність» III ступеня.